# Pantalîha, Terebovlea
Pantalîha (în ucraineană Панталиха) este un sat în comuna Sokoliv din raionul Terebovlea, regiunea Ternopil, Ucraina.

## Demografie
Componența lingvistică a localității Pantalîha
     Ucraineană (100%)
Conform recensământului din 2001, toată populația localității Pantalîha era vorbitoare de ucraineană (100%).